# Décès en 918
Décès
- 914
- 915
- 916
- 917
- 918
- 919
- 920
- 921
- 922

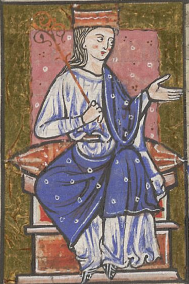
Æthelflæd morte en 918.

Cette page dresse une liste de personnalités mortes au cours de l'année 918 :
- 16 janvier : Miyoshi Kiyotsura, érudit et homme d’État japonais.
- 12 juin : Æthelflæd, dame de Mercie.
- 6 juillet : Guillaume Ier « le Pieux », marquis de Gothie, duc d'Aquitaine [1] comte d'Auvergne, de Bourges, de Mâcon, du Limousin et de Lyon. et abbé laïque de Saint-Julien-de-Brioude.
- 11 juillet : Wang Jian, empereur chinois de la période des Cinq Dynasties et des Dix Royaumes[2].
- 10 septembre : Baudouin II, comte de Flandre.
- 23 décembre : Conrad Ier, roi de Germanie.

- Achot d'Artani, noble géorgien
- Conrad Ier de Germanie, duc de Franconie, puis roi de Francie orientale (ou de Germanie).
- Himérios, amiral byzantin.
- Husayn ibn Hamdan, général abbasside.
- Kviriké Ier de Kakhétie, prince de Kakhétie et fondateur de la dynastie dite des Kyriacides.

## Crédit d'auteurs
- Cet article est partiellement ou en totalité issu de l'article intitulé « 918 » (voir la liste des auteurs).